# 恵谷正雄
恵谷 正雄（えや まさお）は、日本の柔道家。現役時代は86kg級の選手。

## 人物
近大福山高校から大東文化大学に進むと、1972年の世界学生軽重量級と団体戦で優勝を飾った。卒業後は神奈川県警所属となった。1979年の講道館杯では決勝で北海道警察の高橋政男に敗れて2位だった。1980年には講道館杯で高橋を破って優勝した。さらに、日本のモスクワオリンピックボイコットが決定した翌日に開催された選抜体重別でも優勝を果たして、幻のモスクワオリンピック代表選手となった。1981年の講道館杯では2位にとどまると、選抜体重別でも埼玉大学教員の野瀬清喜に敗れて2位に終わり、世界選手権代表にはなれなかった。アジア選手権では優勝を飾った。

## 主な戦績
- 1972年　- 世界学生　軽重量級　優勝　団体戦　優勝
- 1978年　- ハンガリー国際　2位
- 1979年　- ソ連国際　2位
- 1979年　- 講道館杯　2位
- 1979年　- 選抜体重別　3位
- 1980年　- 講道館杯　優勝
- 1980年　- 選抜体重別　優勝
- 1981年　- 講道館杯　2位
- 1981年　- 選抜体重別　2位
- 1981年　- フランス国際　3位
- 1981年　- アジア選手権　優勝